# آبشار پاویاک کاکسید
آبشار پاویاک کاکسید (به انگلیسی: Pywiack Cascade) آبشاری است که در پارک ملی یوسیمیتی، کالیفرنیا واقع شده و ارتفاع کلی ریزشگاه آن ۶۰۰ فوت (۱۸۰ متر) است.